# 葉澤里采湖

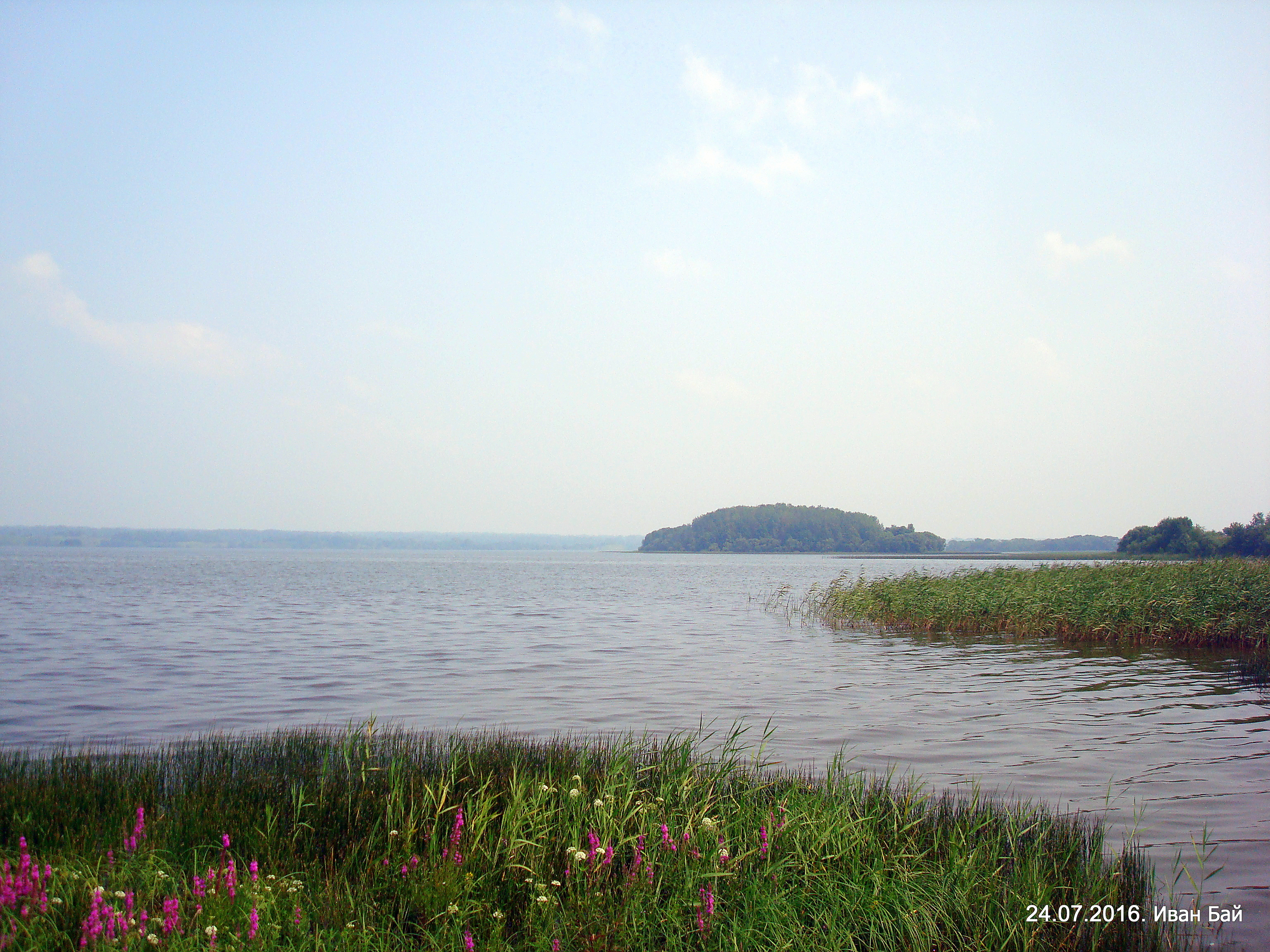
葉澤里采湖

葉澤里采湖（白俄羅斯語：Езярышча）是白俄羅斯的湖泊，位於奧博利河流域，毗鄰與俄羅斯接壤邊境，由維捷布斯克州負責管轄，長8.87公里、寬3.20公里，面積15.39平方公里，集水區面積264平方公里，湖岸線長度32.8公里，平均水深4.4米，最大水深11.5米。